# Kanal Sv. Jerneja
Kanal Sv. Jerneja este o arie protejată (arie specială de conservare — SAC, sit de importanță comunitară — SCI) din Slovenia întinsă pe o suprafață de 31,81 ha, integral pe uscat.

## Localizare
Centrul sitului Kanal Sv. Jerneja este situat la coordonatele 45°29′43″N 13°36′14″E / 45.4952°N 13.6039°E.

## Înființare
Situl Kanal Sv. Jerneja a fost declarat sit de importanță comunitară în aprilie 2004 pentru a proteja 1 specie de animale. Situl a fost protejat și ca arie specială de conservare în februarie 2012.

## Biodiversitate
Situată în ecoregiunea continentală, aria protejată conține 4 habitate naturale: Estuare, Terase mlăștinoase și terase nisipoase neacoperite de apă la reflux, Salicornia și alte specii anuale care populează regiunile mlăștinoase și nisipoase, Pajiștile Spartina (Spartinion maritimae).
La baza desemnării sitului se află o specie protejată de  reptile: țestoasa de baltă (Emys orbicularis).